# تیلور وانگ
تیلور وانگ (به انگلیسی: Taylor Wang) فضانورد اهل کشور ایالات متحده آمریکا است که در ۱۶ ژوئن ۱۹۴۰ میلادی در جیانگشی زاده شد. وی در مأموریت اس‌تی‌اس-۵۱-بی حضور داشته است.